# Меггі Стівотер
Меггі Стівотер (англ. Maggie Stiefvater; нар. 18 листопада 1981, Гаррісонбург, Вірджинія, США) — американська письменниця у жанрі фентезі.

## Біографія
Народилася 18 листопада 1981 року в Гаррісонбурзі, Вірджинія, США. З шостого класу перейшла на домашнє навчання. Закінчила Університет Мері Вашингтон та отримала ступінь бакалавра з історії. Грає на багатьох музичних інструментах, серед яких, зокрема, волинка. У студентські роки також грала кельтську музику у складі гурту Ballynoola. Перед тим як присвятити себе письменницькій кар'єрі, працювала портретисткою, музиканткою на весіллях, технічною редакторкою та офіціанткою.
Дебютувала 2008 року, опублікувавши свій перший роман «Плач». Справжній же успіх їй приніс роман «Трепіт» (2009; перша книга квадрології «Вовки з Мерсі-Фоллз»), який протягом 40 тижнів перебував у списку бестселерів Нью-Йорк Таймз. До кожної нової книги знімає трейлери, які супроводжує її власна музична композиція.
Одружена. Має двох дітей. Разом із сім'єю живе у долин Шенандоа, Вірджинія, США. Ба більше, є володаркою автівки Camaro 1973, яку називає Локі.

## Українські переклади
- Меггі Стівотер. Трепіт. — К. : КМ-Букс, 2012. — 352 с. — ISBN 978-617-538-146-5.
- Меггі Стівотер. Перевтілення. — К. : КМ-Букс, 2012. — 352 с. — ISBN 978-617-538-145-8.
- Меггі Стівотер. Вічність. — К. : КМ-Букс, 2014. — 352 с. — ISBN 978-617-538-164-9.
- Меггі Стівотер. Звіродухи. Полювання. Книга 2. — К. : Ранок, 2017. — 272 с. — ISBN 978-617-09-3235-8.

### Романи
- The Scorpio Races (2011) — «Жорстокі ігри»;
- Spirit Animals Book 2: Hunted (2014) — «Звіродухи. Полювання. Книга 2»
- Pip Bartlett's Guide to Magical Creatures у співавторстві з Джексоном Пірсом (2015) — «Путівник по магічним створінням Піпа Бартлетта»

#### «Книги чарівного царства»(Books of Faerie)
- Lament (2008) — «Плач»;
- Ballad (2009) — «Балада»;
- Requiem (TBD) — «Реквієм».

#### «Вовки з Мерсі-Фоллз»(The Wolves of Mercy Falls)
- Shiver (2009) — «Трепіт»;
- Linger (2010) — «Перевтілення»;
- Forever (2011) — «Вічність»;
- Sinner (2014) — «Грішник»

#### Вороновий цикл(The Raven Cycle)
- The Raven Boys (2012) — «Воронята»;
- The Dream Thieves (2013) — «Викрадач снів»;
- Blue Lily, Lily Blue (2014) — «Синя лілія, лілова Блу»;
- The Raven King (2016) — «Король воронів».

### Антології
- The Curiosities: A Collection of Stories у співавторстві з Тессою Греттон та Бренною Йованофф (2012) — «Цікавинки: Збірка історій»;
- The Anatomy of Curiosity у співавторстві з Тессою Греттон та Бренною Йованофф (2015) — «Анотомія цікавості».

### Коротка проза
- The Hounds of Ulster (2010) — «Пси Ольстера»
- Non Quis, Sed Quid (2011)